# Mikael Hagman
Mikael Hagman, född 1968 i Sandviken, är en svensk företagsledare.
Mikael Hagman arbetade först som säljare och med marknadsföring inom daglig varuhandel. Han var bland annat marknadschef för United Biscuits i Sverige och sedermera landschef för samma företag i Norge.
1999 började han som försäljningsansvarig för Sony i Norden och var bland annat ansvarig för uppbyggnaden av Key Account-organisationen i samtliga nordiska länder. År 2002 blev han VD för Sony Sverige och från 2006 även ansvarig för Sonys verksamhet i Finland..
2007-2008 lämnade han Sony för Neononde Inc som han efter en börsnotering på Nasdaq lämnade för att återvända till Sverige.
Mellan 2008 och 2013 var an VD och Styrelseordförande i Media Saturn Nordic AB där han ansvarade för Media Markt och dess expansion i Norden.
Mikael Hagman har under åren haft en rad styrelseengagemang. Åren 2005–2011 var han ledamot av AIK Fotboll AB (noterat NGM) samt AIK Fotbollsförening. Han har också i olika omgångar varit ledamot av CE Konsument Elektronik förbundet i Sverige
I början av 2014 tog Mikael plats i Verkkokauppas.com Oyj (NASDAQ: VERK) styrelse och är utöver det styrelseordförande och investor i Innohome Oy
Sedan 2014 bedriver han egen verksamhet som rådgivare och investerare genom sina bolag Mikael Hagman AB och Greasy Lake AB.
2015 startade Mikael Vitvaruexperten.com Nordic AB med investeringar från bland annat Verkkokauppa.com Oyj. 
Under 2017 förvärvade Bygghemma Group AB Vitvaruexperten.com Nordic AB.
Han bor sedan 2002 i Sollentuna.